# Kill the Headlights
Kill the Headlights è il quarto album in studio del gruppo musicale statunitense Adema, pubblicato il 21 agosto 2007 dalla Immortal Records.

## Tracce
1. Cold and Jaded – 3:25
2. Brand New Thing – 3:41
3. Open Till Midnight – 3:43
4. Waiting for Daylight – 3:00
5. Days Go By – 3:53
6. Prelude – 0:27
7. All These Years – 3:03
8. What Doesn't Kill Us – 3:36
9. Invisible – 3:59
10. Black Clouds – 3:31
11. Los Angeles – 3:37
12. The Losers – 3:32

## Formazione
- Bobby Reeves – voce
- Tim Fluckey – chitarra solista
- Ed Faris – chitarra ritmica, sintetizzatore, programmazione
- Dave DeRoo – basso
- Kris Kohls – batteria, percussioni